# تلوث

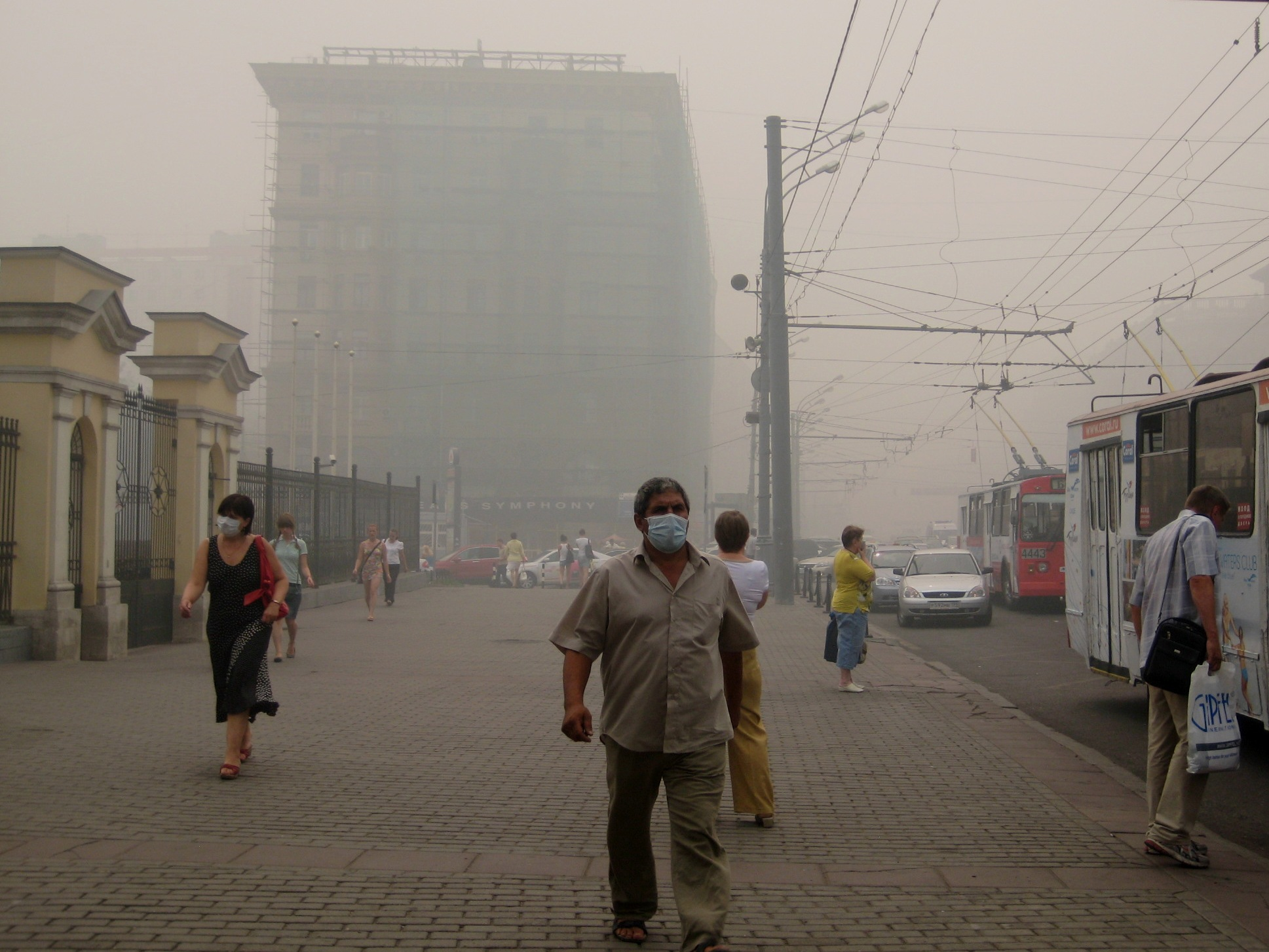
صورة للضباب الدخاني في مدينة موسكو، روسيا عام 2010.

التلوث هو إدخال الملوثات التي تسبب تغيرًا سلبيًا في البيئة الطبيعية. قد يكون التلوث على شكل مادة (صلبة أو سائلة أو غازية) أو على شكل طاقة (مثل النشاط الإشعاعي أو الحرارة أو الضوضاء أو الضوء)، الملوثات (عناصر التلوث) هي إما مواد / طاقات دخيلة أو ملوثات متوفرة بشكل طبيعي. على الرغم من أن التلوث البيئي يمكن أن يكون ناتجًا عن حوادث طبيعية فإن كلمة «تلوث» تعني بشكل عام أن الملوثات لها مصدر بشري، أي ناتجة عن الأنشطة البشرية. يُصنف التلوث غالبًا إما من تلوث من مصدر ثابت أو تلوث غير محدد المصدر. في عام 2015 قتل التلوث 9 ملايين شخص في جميع أنحاء العالم.
تشمل أشكال التلوث الرئيسية: تلوث الهواء، والتلوث الضوئي، وإلقاء القمامة، والتلوث الضوضائي، وتلوث البلاستيك، وتلوث التربة، والتلوث الإشعاعي، والتلوث الحراري، والتلوث البصري، وتلوث المياه.
تشير تقديرات منظمة الصحة العالمية لعام 2016 إلى أن 58% من حالات الوفاة المبكّرة الناجمة عن تلوث الهواء الخارجي كانت بسبب الإصابة بمرض القلب الإقفاري والسكتة الدماغية، في حين كانت 18% من حالات الوفاة المبكّرة بسبب الإصابة بمرض الرئة الانسدادي المزمن وعدوى الجهاز التنفسي السفلي الحادة على التوالي، بينما تَسبب سرطان الرئة في 16% من الوفيات.

## أنواع التلوث
ينقسم التلوث استناداً إلى مصدره إلى نوعين: تلوث طبيعي وتلوث صناعي.

### التلوث الطبيعي

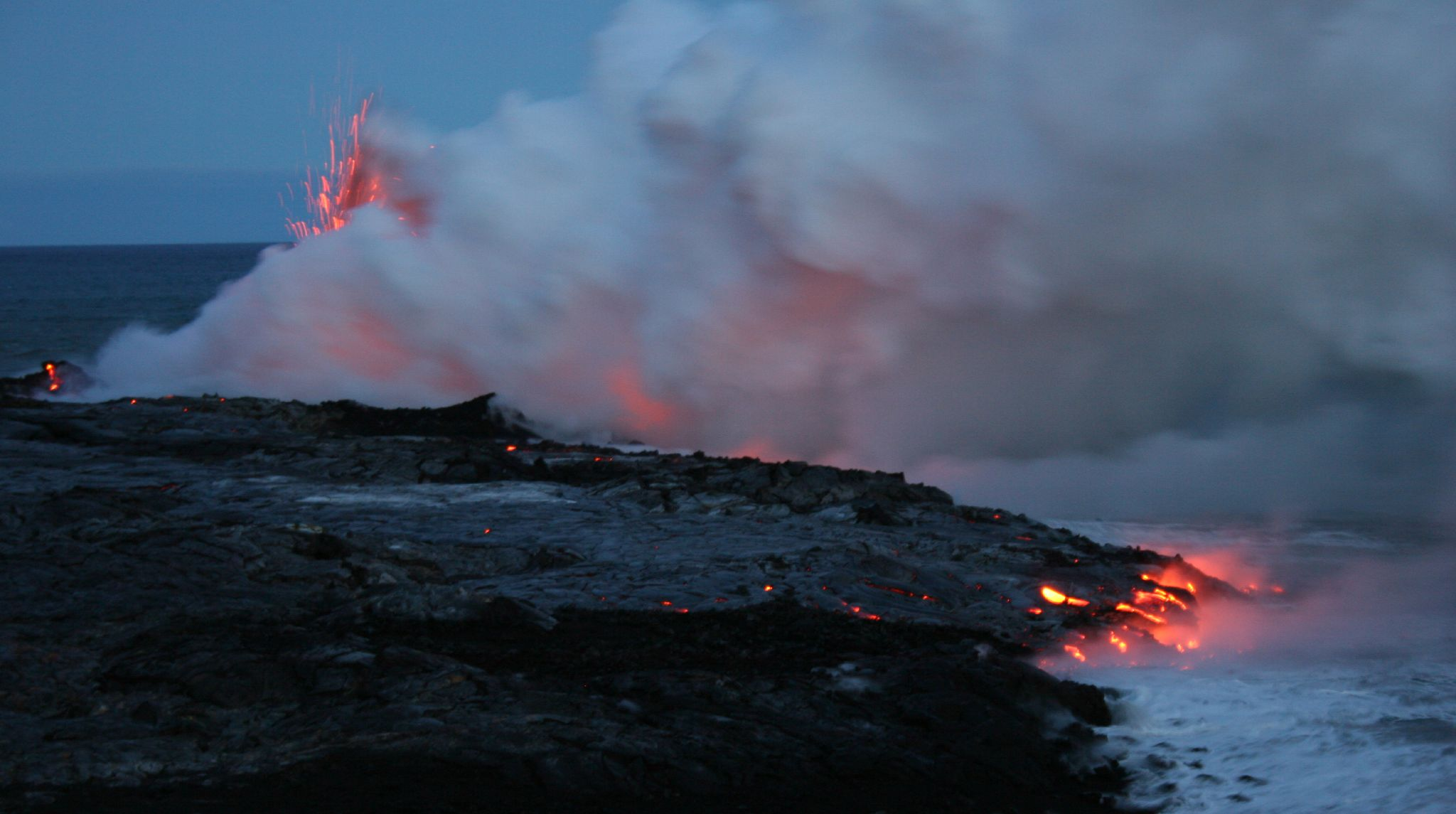
حمم بركانية تدخل إلى البحر في جزيرة هاواي. تعتبر الحمم البركانية من أنواع التلوث الطبيعي وإحدى مسببات التلوث الحراري.

هو التلوث الذي يعود مصدره إلى الظواهر الطبيعية التي تحدث من وقت لآخر كالبراكين، والصواعق، والعواصف التي قد تحمل معها كميات هائلة من الرمال والأتربة، وتتلف المزروعات والمحاصيل، يصعب مراقبة هذا النوع من التلوث أو التنبؤ به والسيطرة عليه تماماً، وهذا التلوث موجود منذ القدم دون أن يشكل ظاهرة مقلقة للإنسان.

### التلوث الصناعي (البشري)
ينتج التلوث الصناعي من فعل الإنسان ونشاطه، ويجد مصدره في أنشطة الإنسان الصناعية والخدمية والترفيهية وغيرها، وفي استخداماته المتزايدة لمظاهر التقنية الحديثة ومبتكراتها المختلفة من المؤكد أن الأنشطة الصناعية مسؤولة تماماً عن حدوث مشكلة التلوث في العصر الحاضر، وبلوغها هذه الدرجة الخطيرة التي تهدد الحياة وبقاء الإنسان على سطح الأرض، ومن أهم مصادر التلوث الصناعي: صناعة التعدين والبلاستيك والبتروكيماويات والبناء ووسائط النقل والمبيدات الحشرية والحروب وغازات التبريد وعوادم السيارات ومداخن المصانع.
تعتمد شدة التلوث الصناعي على عدة عوامل ومنها: المنطقة التي تنبعث منها أو تُصرف فيها الملوثات الصناعية، الفترة الزمنية للتلوث، درجة تركيز المواد الملوثة، الخصائص الفيزيائية والكيميائية والحيوية للمواد الملوثة، القابلية للتحلل والاستيعاب في الوسط البيئي الذي تُوضع فيه، درجة السمية بالنسبة للإنسان والكائنات الحية الأخرى. كما تقسم الملوثات الصناعية إلى ثلاثة أنواع:
- ملوثات صلبة وهي تلك الملوثات الناجمة عن العديد من الصناعات كالأتربة الناتجه عن صناعة الإسمنت مثلاً.
- ملوثات سائلة كمحاليل المواد الكيماوية التي تقذف بها المصانع في المجاري المائية.
- ملوثات غازية كالغازات والأدخنة الضارة المتصاعدة من مداخن المصانع ومصافي تكرير النفط.

## أشكال التلوث
فيما يلي وصف للأنواع الرئيسية للتلوث فضلاً عن الملوثات المحددة المرتبطة بكل منها:

### تلوث الهواء
ويحدث عند إطلاق المواد الكيميائية والجسيمات في الغلاف الجوي. تشمل الملوثات الغازية الشائعة أول أكسيد الكربون وثاني أكسيد الكبريت ومركبات الكلوروفلوروكربون وأكاسيد النيتروجين التي تنتجها المصانع والسيارات. يتكون الأوزون الكيميائي الضوئي والضباب الدخاني من تفاعل أكاسيد النيتروجين والهيدروكربونات مع ضوء الشمس. تتميز الجسيمات المعلقة (أو الغبار الناعم) بحجمها الضئيل الذي يتراوح بين 2.5-10 ميكرومتر.
يشكل تلوث الهواء خطرًا جسيمًا على صحة الإنسان في جميع أنحاء العالم، بناءًا على التقييم البيئي الصادر عن برنامج البيئة التابع للأمم المتحدة (UNDP)، فإن حوالي 900 مليون من سكان المدن (أغلبهم في الدول النامية) معرضون لمستويات غير صحية من ثاني أكسيد الكربون. يعتبر الكربون الأسود من الملوثات الخطيرة والتي أصبحت منتشرة في الآونة الأخيرة في الهواء.

### التلوث الكهرومغناطيسي
وهو الوفرة المفرطة للإشعاع الكهرومغناطيسي في شكله غير المؤين مثل موجات الراديو وما إلى ذلك والتي يتعرض له الناس باستمرار خاصة في المدن الكبرى. لا يزال من غير المعروف ما إذا كانت هذه الأنواع من الإشعاع لها تأثير على صحة الإنسان أم لا.

### التلوث الضوئي
ويشمل تعدي الضوء وفرط الإضاءة والضوء القادم من الفضاء (التداخل الفلكي).

### إلقاء القمامة
ويعرف بأنه الإلقاء المتعمد لنفايات غير صحية من صنع الإنسان على الممتلكات العامة والخاصة دون إزالتها. يمكن أن تتخذ القمامة أشكالًا متنوعة، ولكن هناك نفايات تلقى بشكل متكرر أكثر من غيرها. في دراسة أجرتها منظمة حافظوا على أمريكا جميلة [الإنجليزية] وجد الباحثون أن النفايات الأكثر تناثرًا تشمل: أعقاب السجائر، أغلفة الطعام، الزجاجات البلاستيكية، الأكواب المستعملة لمرة واحدة، أكياس البقالة، القصب البلاستيكي، علب المشروبات الغازية، الإطارات وحطام المركبات. إن إلقاء القمامة لا يتسبب فقط بالتلوث بل يهدد الحياة البرية، يقدر الباحثون أن أكثر من مليون حيوان يموتون كل عام بعد تناول القمامة التي يتم التخلص منها بشكل غير صحيح، تعتبر القمامة البلاستيكية من أكثر الأسباب القاتلة شيوعًا للحيوانات بشكل عام بينما الحيوانات البحرية هي الأكثر تضررًا، في كل عام يموت أكثر من 100,000 من الدلافين والأسماك والحيتان والسلاحف بسبب هضم القمامة البلاستيكية.

### التلوث الضوضائي
ويشمل ضجيج الطرق وضجيج طائرات والضجيج الصناعي وكذلك السونار عالي الكثافة ويُعد أحد أنواع التلوث الخطرة وخاصة في المدن الكبرى، إذ يؤدي إلى الإرهاق والتوتر واضطرابات النوم، وقد استخدم النازيون والصهاينة التلوث الضوضائي على المساجين كي يحرموا من النوم الذي ينتج عنه الانهيار النفسي والعصبي. كما تسبب الضوضاء أضرار كثيرة للإنسان مثل: حدوث تلف دائم في قدرة السمع، حدوث الاضطرابات النفسية في صورة قلق وارتباك، حدوث اضطرابات فيزيولوجية نتيجة الحالة النفسية مثل آلام الرأس، وتناقص قدرة الإنسان الإنتاجية فمن الثابت علميًا أن الضوضاء تسبب حوالي 50% من الأخطاء الميكانيكية مما يعادل 20% من الحوادث المهنية.

### التلوث البلاستيكي
وهو تراكم المواد واللدائن البلاستيكية الدقيقة في البيئة مما يؤثر سلبًا على الحياة البرية أو موائل الحياة البرية أو البشر.

### تلوث التربة
يحدث تلوث التربة عند إطلاق المواد الكيميائية تحت الأرض عن طريق الانسكاب أو التسرب. من بين أهم ملوثات التربة الهيدروكربونات، المعادن الثقيلة، مركب ميثيل ثالثي بوتيل الإيثر، مبيدات الأعشاب، مبيدات الآفات ومركبات الكلور العضوية.

### التلوث الإشعاعي
نتج هذا التلوث عن أنشطة الفيزياء الذرية في القرن العشرين مثل توليد الطاقة النووية وأبحاث الأسلحة النووية وتصنيعها ونشرها. (انظر جسيم ألفا والأكتينيدات في البيئة)، يمكن أن تؤثر المواد المشعة بشكل خطير على الحياة النباتية والحيوانية والبشرية بل وتدمرها. يعتمد مدى الضرر أو الخطر الذي تتعرض له البيئة على: تركيز المادة المشعة، والطاقة المنبعثة من الإشعاع، وقرب المواد المشعة، ونوع الإشعاع. تسببت حوادث محطات الطاقة النووية مثل كارثة فوكوشيما دايتشي النووية (2011) وكارثة تشيرنوبيل (1986) وحادث جزيرة الثلاثة أميال (1979) بمقتل الآلاف من البشر وكان لها تأثيرات سلبية على الأجيال اللاحقة، يتسبب الإشعاع بالطفرات الجينية التي تنتقل بالوراثة وتجعل المرء أكثر عرضة للإصابة بالسرطان الذي يعتبر أكثر الأمراض المرتبطة بالإشعاع انتشارًا، بالنسبة للنساء الحوامل يعاني الأطفال المولودين من عيوب خلقية ناجمة عن طفرات جينية مثل انخفاض الوزن أثناء الولادة. كما تم الإبلاغ عن مواليد يعانون من تشوهات خلقية، وذُكر العقم كأحد نتائج التعرض للإشعاع.

### التلوث الحراري
وهو التغير في درجة حرارة المسطحات المائية الطبيعية (محيط، بحر، نهر، بحيرة) بسبب تأثير الإنسان، على سبيل المثال استخدام الماء كمبرد في محطة توليد الكهرباء ثم إعادة تلك المياه الحارة إلى المسطح المائي الذي أخُذت منه، مما يغير من مستويات الأكسجين في المياه ويمكن أن يتسبب بآثار كارثية على النظم البيئية والمجتمعات المحلية. كما يمكن أن تؤدي الأسباب الطبيعية مثل البراكين والينابيع الساخنة تحت المحيطات والبحار إلى خروج الحمم البركانية الدافئة التي ترفع درجة حرارة المسطحات المائية. يؤدي ارتفاع حرارة الماء إلى انخفاض في مستويات الأكسجين المذاب في الماء، فالماء الدافئ يحتوي على أكسجين أقل نسبيًا من الماء البارد. يمكن أن يؤدي الانخفاض في الأكسجين المذاب إلى اختناق النباتات والحيوانات مثل الأسماك والبرمائيات.

### التلوث البصري
والذي يمكن أن يتخذ أشكالا عديدة مثل خطوط نقل الكهرباء أو اللوحات الإعلانية على الطرق السريعة أو تضاريس الأرض غير المنتظمة (الناتجة عن عمليات مثل التعدين) أو التخزين المفتوح للنفايات أو النفايات الصلبة أو المخلفات الفضائية. يؤدي التلوث البصري إلى إجهاد العين والحوادث المرورية نتيجة لتشتت التركيز وإلى أضطرابات النوم والإجهاد النفسي والقلق كما يمكن أن يتسبب التعرض المستمر للتلوث البصري بالإضطرابات النفسية لدى الأطفال.

### تلوث المياه
وينتج عن تصريف المياه العادمة الصناعية من النفايات التجارية والصناعية (عمداً أو من خلال الانسكابات) في المياه السطحية، تصريف مياه الصرف الصحي غير المعالجة، والملوثات الكيميائية مثل الكلور من مياه الصرف الصحي المعالجة، إطلاق النفايات والملوثات في الجريان السطحي المتدفق إلى المياه السطحية (بما في ذلك الجريان السطحي في المناطق الحضرية والجريان السطحي الزراعي والتي قد تحتوي على الأسمدة الكيماوية ومبيدات الآفات بما في ذلك فضلات الإنسان من التغوط في العراء - والتي لا تزال تمثل مشكلة رئيسية في العديد من البلدان النامية)، تلوث المياه الجوفية الناتج عن التخلص من النفايات والرشح إلى الأرض بما في ذلك من مراحيض الحفر وخزانات الصرف الصحي وفرط المغذيات والنفايات.

### التلوث الكيميائي
يُعرَّف التلوث الكيميائي بأنه وجود أو زيادة في الملوثات الكيميائية في البيئة الغير الموجودة بشكل طبيعي أو توجد بكميات أعلى من قيمها الأساسية الطبيعية. وتتسبب به إما المواد الكيميائية المصنعة مختبريا أو الناتجة عن عدة مصانع المصنعة سواء تلك التي تتكون لتستخدم لأغراض خاصة كمواد التنظيف وزيوت السيارات أو تلك التي تُنتج كمخلفات جانبية لعملية الصناعة، وهذه المواد يُمكن أن تُلقَى في المجاري المائية أو أن تنتشر في الهواء مما يسبب تلوثاً بيئياً، وهذا النوع من التلوث ذو آثار خطيرة جداً على مختلف عناصر البيئة، وقد ظهرت آثار هذا النوع من التلوث بوضوح في النصف الثاني من القرن العشرين نتيجة التقدم الصناعي الهائل الذي شهده خصوصاً في مجال الصناعات الكيميائية، وقد تصل آثار التلوث الكيميائي إلى الغذاء، عن طريق استخدام المواد الحافظة والألوان والصبغات ومكسبات الطعم والرائحة في صناعة الأغذية، وقد ثبت بما لا يدع مجالاً للشك، دور هذه المواد في إحداث الأورام السرطانية الخبيثة.
معظم المواد الكيميائية التي تلوث البيئة من صنع الإنسان وهي ناتجة عن الأنشطة المختلفة التي تستخدم فيها المواد الكيميائية السامة لأغراض مختلفة، قد يؤدي التعرض للملوثات الكيميائية إلى التسمم الكيميائي ويمكن أن يكون له تأثيرات فورية أو لاحقة والتي قد تظهر بعد أسابيع أو حتى أشهر بعد حدوث التعرض. قد يؤدي التسمم الكيميائي الشديد إلى وفاة الشخص الذي يستنشق أو يبتلع كمية متزايدة من هذه المواد.
المركبات الكيميائية هي مواد كيميائية عضوية أو غير عضوية وهي الأسباب الرئيسية للتلوث الكيميائي. أكثر الملوثات الكيميائية شيوعًا هي تلك المركبات المستخدمة عبر مساحات كبيرة والتي لا تتحلل بسهولة في الطبيعة. ومن الأمثلة عليها معظم المبيدات الحشرية ومبيدات الأعشاب المستخدمة في الزراعة والبستنة، وكذلك مركبات الكلور العضوية المستخدمة في العديد من العمليات الصناعية وأنشطة التنظيف الجاف.
يُعد الرصاص وكبريتيد الهيدروجين ومركبات الزئبق والكادميوم والزرنيخ ومركبات السيانيد والمبيدات الحشرية والأسمدة الكيماوية والنفط من أهم المواد الملوثة للبيئة الضارة بصحة الإنسان، وقد يحدث التلوث الكيماوي نتيجة الحوادث الصناعية في المصانع، نتيجة لعدم اتخاذ الاحتياطات اللازمة لمنع حدوث مثل هذا النوع من الحوادث، وقد لفتت الحوادث الصناعية أنظار العالم إلى التلوث الحادث بسببها، ودفعت الكثير من الهيئات والحكومات إلى الاهتمام بضرورة وضع برنامج دولي يتضمن وضع أنظمة آمنة ومحكمة، تتعلق بتصنيع المواد الكيميائية، وطرائق نقلها وتخزينها، وفرض رقابة دائمة عليها حفاظاً على حياة العاملين في هذه المصانع، وحفاظاً على البيئة المحيطة بهذه الصناعات.

### التلوث البيولوجي
يعتبر التلوث الحيوي أو البيولوجي من أقدم صور التلوث التي عرفها الإنسان، وينشأ هذا التلوث نتيجة وجود كائنات حية مرئية أو غير مرئية نباتية أو حيوانية كالبكتريا والفطريات وغيرها في الوسط البيئي كالماء أو الهواء أو التربة، فاختلاط الكائنات المسببة للأمراض بالطعام الذي يأكله الإنسان أو الماء الذي يشربه أو الهواء الذي يستنشقه يؤدي إلى حدوث التلوث البيولوجي، مما يؤدي إلى الإصابة بالأمراض.
ويحدث التلوث البيولوجي عند التخلص من مياه المجاري والصرف الصحي – قبل معالجتها كيميائياً- بإلقائها في موارد المياه العذبة، أو بسبب انتشار القمامة المنزلية في الشوارع دون مراعاة للقواعد الصحية في جمعها ونقلها والتخلص منها بطريقة علمية، أو بسبب ترك الحيوانات النافقة في العراء أو إلقائها في موارد المياه، وكذلك عند عدم إتباع الطرق الصحية في حفظ الأطعمة وتصنيعها مما يعرضها للتلوث.

## الملوثات
الملوث هو نفايات تلوث الهواء أو الماء أو التربة. هناك ثلاثة عوامل تحدد شدة الملوث وخطورته وهي: طبيعته الكيميائية، والتركيز، والمنطقة المتضررة وفترة بقاؤه فيها.

## مصادر التلوث وأسبابه

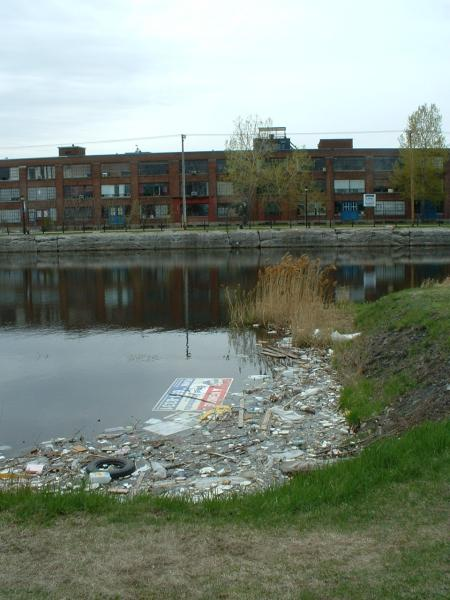
قناة لاشين في مونتريال، كيبيك، كندا

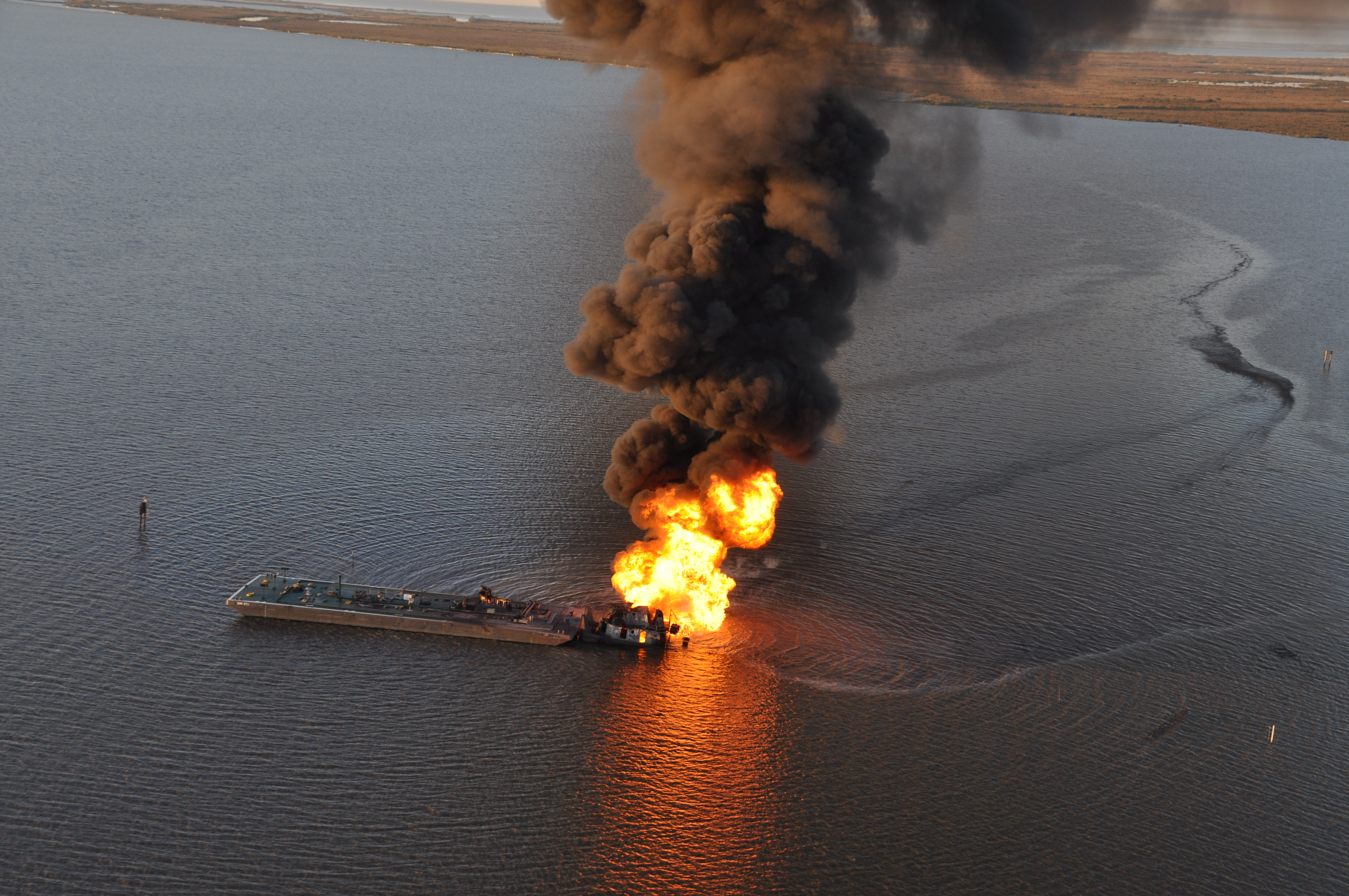
حريق في أحد الأنابيب الناقلة للنفط تسبب أيضا في تسرب نفطي.

### التلوث المحلي

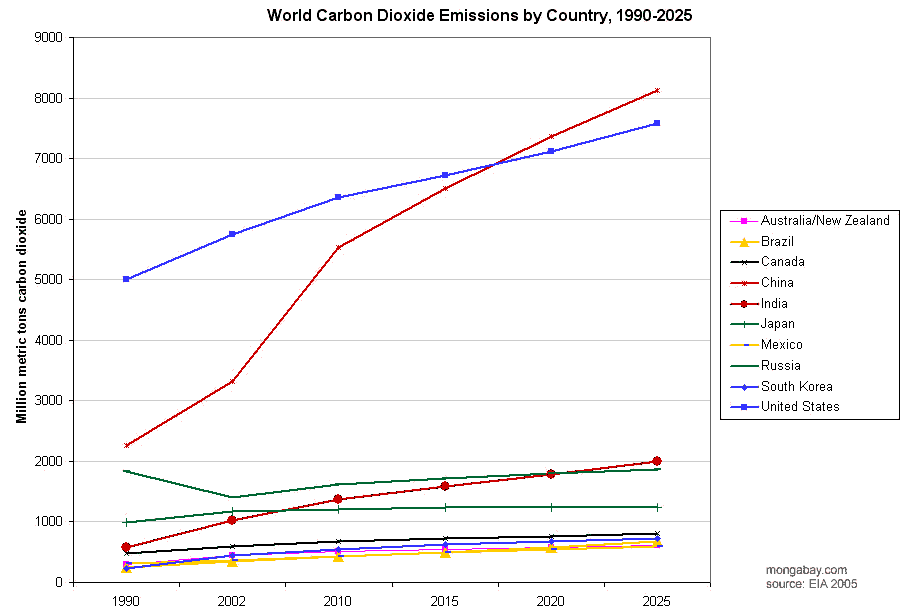
رسم بياني يظهر انبعاثات ثاني أكسيد الكربون والمتوقعة حسب البلد (اعتبارًا من 2005).

### التلوث بعيد المدى

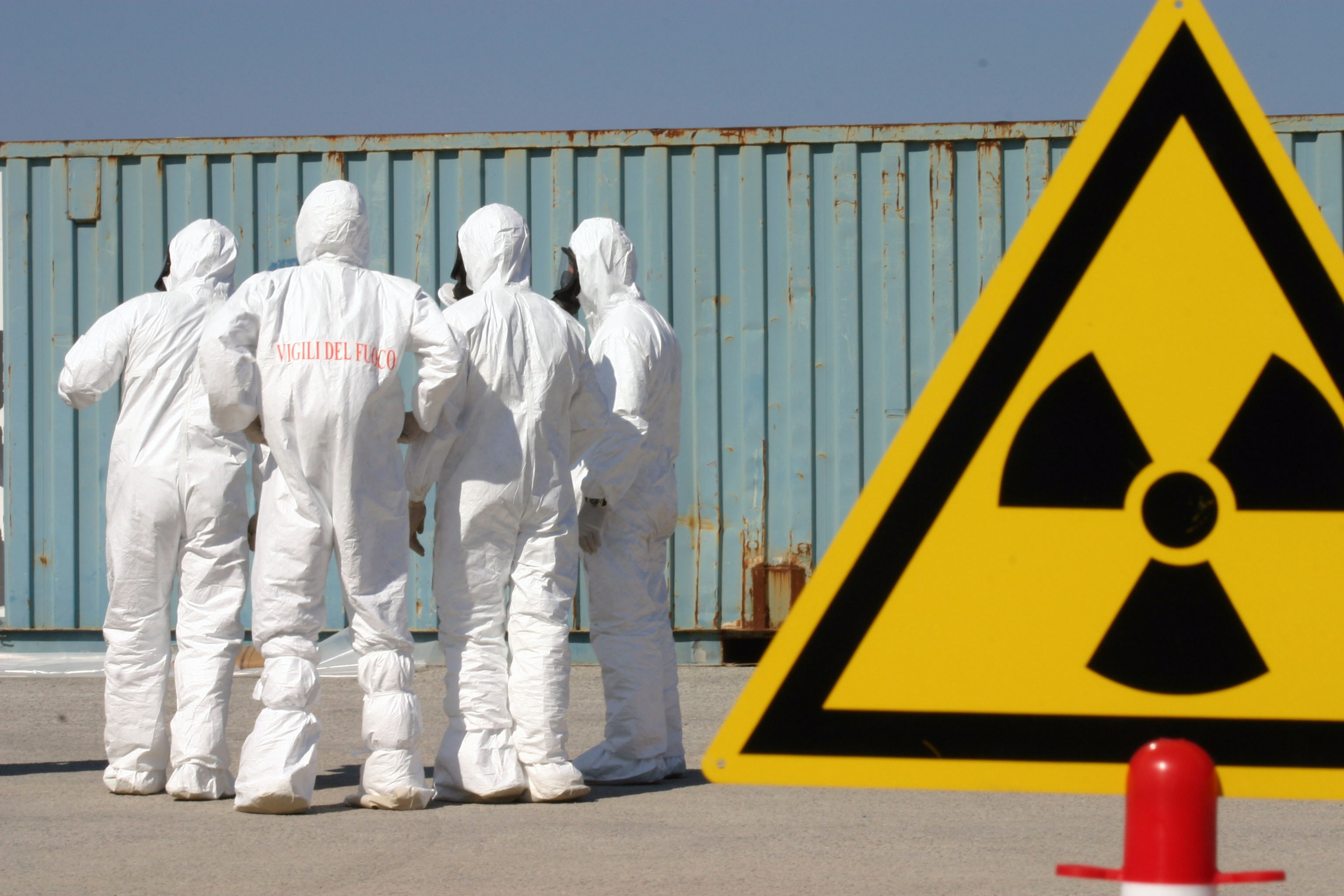
فريق من الدفاع المدني في أيطاليا يرتدي ملابس ومعدات وقاية من التلوث الكيميائي.

### صحة الإنسان

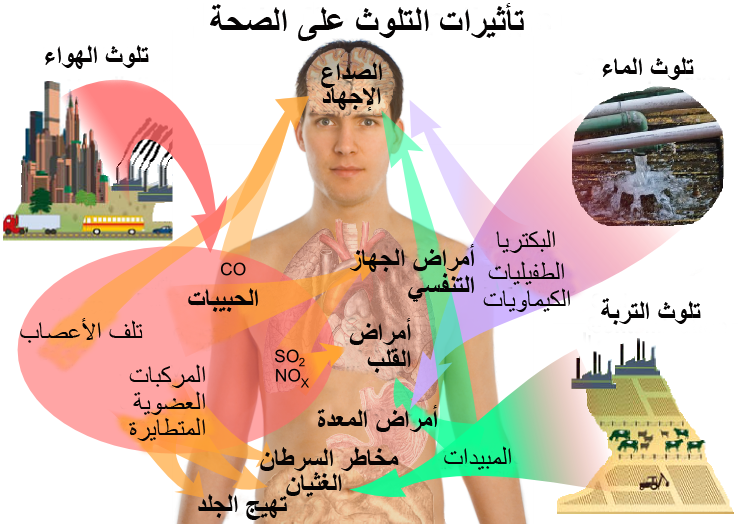
رؤية عامة عن أهم الاثار الصحية على جسم الإنسان من أهم مصادر التلوث.

### قبل القرن التاسع عشر

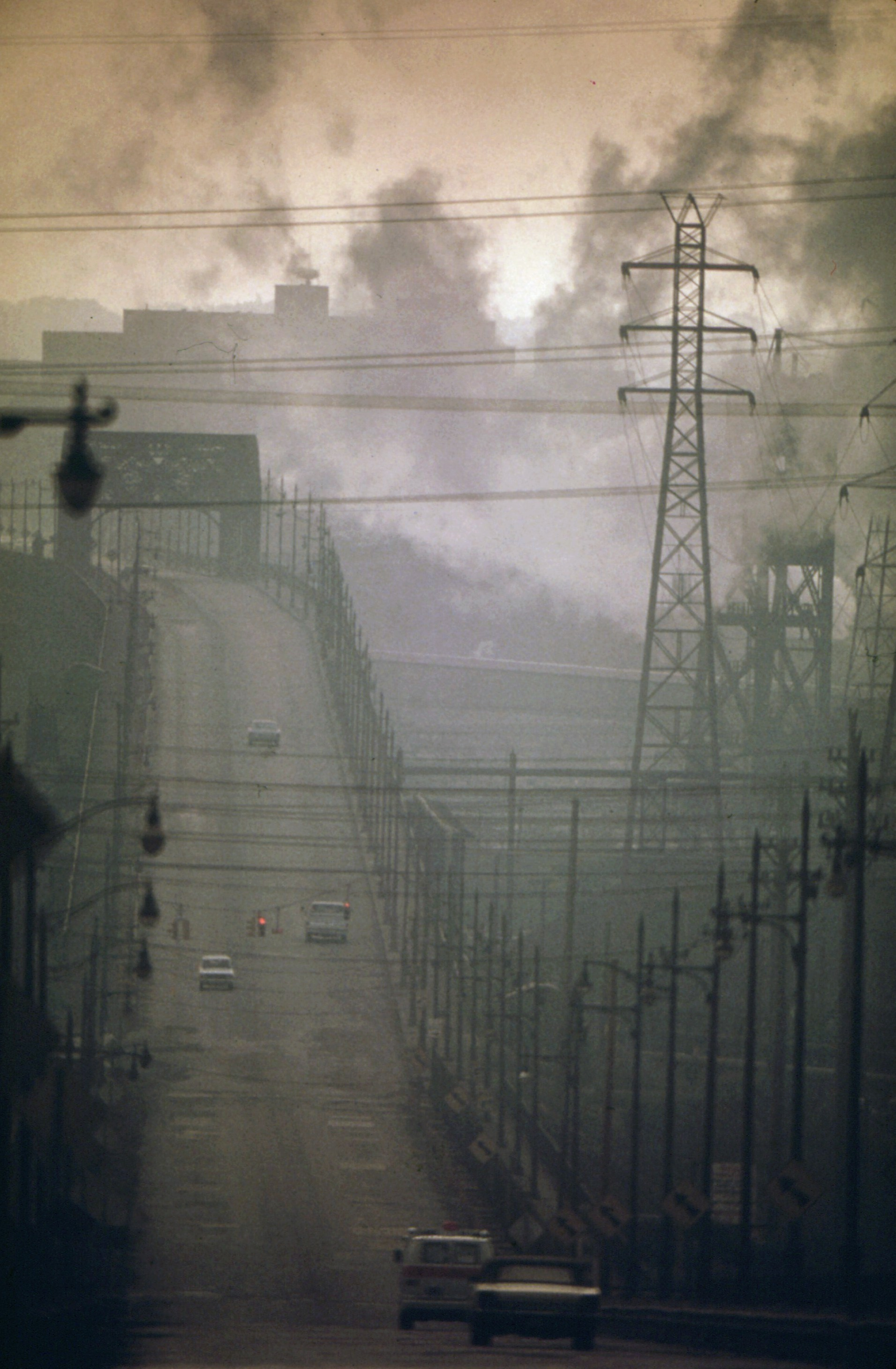
تلوث الهواء في الولايات المتحدة عام 1973.